# Emirul din Buhara
Emirul din Buhara (în rusă Насреддин в Бухаре, transliterat: Nasreddin v Buhare, în uzbecă Nasriddin Buxoroda, în traducere „Nastratin la Buhara”) este un film de comedie sovietic din 1943, regizat de Iakov Protazanov după un scenariu inspirat din romanul Minunata istorie a lui Nastratin Hogea (Возмутитель спокойствия, 1940) al lui Leonid Soloviov și din poveștile populare orientale despre Nastratin Hogea (Nasreddin). Eroul filmului se numește doar Nasreddin, nefiind menționat titlul de hoge⁠(d). Rolul lui Nastratin Hogea a fost interpretat aici de actorul rus Lev Sverdlin⁠(d).
Realizat în anii grei ai celui de-al Doilea Război Mondial, filmul prezintă aventurile faimosului erou oriental Nastratin Hogea în orașul Buhara, unde aduce bucurie și speranță oamenilor asupriți și spaimă oamenilor nedrepți și lacomi. Nastratin reușește să achite datoria olarului Niyas și să o salveze de două ori pe fiica acestuia, Ghiuldjan, care urma să devină concubina bătrânului și urâtului cămătar Djafar și apoi a crudului emir. Scăpat prin propria ingeniozitate de la moarte, personajul își continuă drumul prin lume.
Filmările au avut loc în Uzbekistan, unde fusese evacuat în timpul războiului cineastul sovietic Iakov Protazonov, ca urmare a apropierii Armatei Germane de Moscova. Emirul din Buhara este ultimul film al lui Protazanov și a devenit unul dintre cele mai populare filme sovietice ale vremurilor sale.

## Rezumat
Nastratin, faimosul erou al poveștilor populare orientale, intră călare pe măgar în orașul Buhara, întorcându-se acolo după o absență de zece ani. În acest timp, emirul a impus taxe împovărătoare în sarcina populației, iar mulți locuitori au fost nevoiți să se împrumute de la cămătarul Djafar, care s-a îmbogățit de pe urma suferinței lor. Nastratin reușește să pătrundă în oraș fără a plăti numeroasele taxe, o întâlnește pe malul iazului pe tânăra și frumoasa Ghiuldjan și îl salvează pe Djafar, care era pe cale să se înece, întinzând o monedă către el pentru a-l face să încerce să o apuce și să se apropie astfel de mal. Tot în aceeași zi, emirul din Buhara judecă în piața centrală un proces civil: olarul Niyaz îi datorează 400 de tenge bătrânului și vicleanului Djafar și i se acordă un răgaz de o oră pentru a returna banii. Olarul nu are bani, iar neplata datoriei ar însemna ca el, împreună cu fiica sa, Ghiuldjan, să devină sclavii lui Djafar. Impresionat de această poveste, Nastratin câștigă simpatia localnicilor săraci cu o snoavă despre istețimea măgarului său și îi convinge să-i dăruiască diferite obiecte, pe care, după negocieri îndelungate, le vinde în bazar chiar cămătarului, achitând cu banii obținuți datoria olarului.
Emirului nu-i vine să creadă că Nastratin este viu și se află în Buhara, deoarece sultanul Turciei, hanul din Khiva și șahul Iranului se lăudaseră mai demult că-i tăiaseră capul, că-l arseseră pe rug sau că-l jupuiseră de viu. Nastratin lucrează apoi câteva săptămâni în atelierul de olărit al lui Niyaz și se îndrăgostește în acest timp de Ghiuldjan. Între timp, indignat că a fost păcălit, Djafar i se plânge emirului, căruia îi dezvăluie frumusețea fetei olarului și îi sugerează să o ia în harem. Emirul poruncește șefului gărzii să-l aresteze pe Nastratin pentru că a împiedicat punerea în aplicare a sentinței și să o aducă cu forța pe Ghiuldjan la palat. Nastratin reușește să fugă din casa lui Niyaz, scăpând astfel de străjerii trimiși pe urmele lui, dar fata este luată cu forța și închisă în haremul emirului.
Străjerii emirului cutreieră tot orașul în căutarea lui Nastratin, fiind motivați de recompensa de 3.000 de tenge oferită de emir celui care va contribui la capturarea rebelului. Găsirea lui nu este însă ușoară, deoarece Nastratin se deghizează în haine femeiești, cu fața acoperită. Meșteșugarii și negustorii din bazarul orașului declanșează o revoltă după ce străjerii încep să dezvelească chipul tuturor femeilor pentru a-l prinde pe Nastratin. În timpul acestor tulburări ajunge în oraș astrologul Hussein-Husliya, venit de la Bagdad la invitația emirului. Nastratin îl întâlnește din întâmplare pe astrolog și, păcălindu-l că urmează să i se taie capul, îl convinge să-și schimbe hainele între ei, apoi pătrunde sub această deghizare în palat. El reușește să câștige încrederea emirului și îl împiedică să se ducă la Ghiuldjan, susținând că poziția stelelor indică o amenințare la adresa vieții sale. Fata se îmbolnăvește de dorul iubitului ei, iar falsul Hussein-Husliya reușește să o vindece, făcând-o să înțeleagă că încearcă să o salveze. În noaptea următoare, Nastratin reușește să pătrundă în harem și, atrăgând atenția străjerilor asupra sa, o ajută pe Ghiuldjan să fugă din palat.
Emirul poruncește arestarea prietenilor lui Nastratin pentru a dezvălui sub tortură locul unde se ascunde rebelul și executarea lor în cazul că nu se vor supune. Prin înșelăciune, falsul Hussein-Husliya îl convinge pe emir să-și dea cuvântul că îi va elibera pe prizonieri dacă va refuza să-l execute pe cel care l-a ascuns pe rebel în acest timp și apoi renunță la deghizare, dezvăluind că el este Nastratin și că cel care l-a ascuns era însuși emirul. Prizonierii sunt eliberați de teama izbucnirii unei răscoale, iar Nastratin este condamnat la moarte prin înecare. În aceeași seară, trei străjeri îl transportă într-un sac pe Nastratin spre locul execuției, iar, cu ocazia unui popas, poznașul îi păcălește că a ascuns 10.000 de tenge în cimitirul din apropiere. Străjerii îl părăsesc și se duc să sape în cimitir pentru a găsi banii ascunși, iar, în lipsa lor, cămătarul Djafar, care trecea chiar atunci prin apropiere, dezleagă sacul și se vâră el acolo, fiind păcălit că astfel se va vindeca de infirmități. Străjerii aruncă sacul în iaz, iar Djafar se îneacă.
Localnicii se adună mai târziu pe malul iazului pentru a jeli moartea lui Nastratin, dar poznașul apare viu printre ei, provocându-le o mare bucurie, și le cere să nu spună nimănui că a supraviețuit, iar apoi, însoțit de Ghiuldjan, părăsește orașul Buhara.

## Distribuție
- Lev Sverdlin⁠(d) — filozoful și poetul Nastratin Hogea (Nasreddin Hodja),[5][16][17][18] apărător al celor săraci și oprimați, care se întoarce la Buhara după 10 ani de rătăcire prin lume
- Konstantin Mihailov⁠(d) — emirul din Buhara,[16][18] conducătorul autoritar al orașului
- Emmanuil Gheller — cămătarul Djafar (Cafer), bătrân cocoșat și cu un singur ochi, lacom, invidios și insidios,[16][17][18] care împrumută bani cu dobânzi exorbitante
- Vasili Zaicikov — olarul Niyaz, tatăl lui Ghiuldjan[16][18]
- M. Mirzakarimova — Ghiuldjan (Gülcan), fiica lui Niyaz[16][17][18] și iubita lui Nastratin
- Stepan Kaiukov — vizirul Bahtiyar,[16][18] care colectează impozite exorbitante, delapidează banii colectați și țese intrigi
- Abid Talipov — fierarul Iusup (Yusuf),[16] prietenul lui Nastratin
- Matvei Learov — Arslanbek, șeful gărzii,[16] care este renumit pentru brutalitatea cu care îi tratează pe dușmanii emirului
- Nikolai Volkov⁠(d) — astrologul Hussein-Husliya (Hüseyin),[16][18] originar din Bagdad, care a venit la Buhara la invitația emirului
- Asad Ismatov — ceainicarul Ali,[16] prietenul lui Nastratin
- Mirșahid Mirakilov — străjer al emirului[16]
- Ivan Bobrov — străjer al emirului[16]
- Rahim Pirmuhamedov — străjer al emirului[16][19]
- Liutfi Sarîmsakova — servitoare la curtea emirului (nemenționată)[16]
- Akmal Akbarhodjaev (nemenționat)[16]
- Robert Ross — slujitorul negru (nemenționat)[16]

## Producție

### Ideea filmului

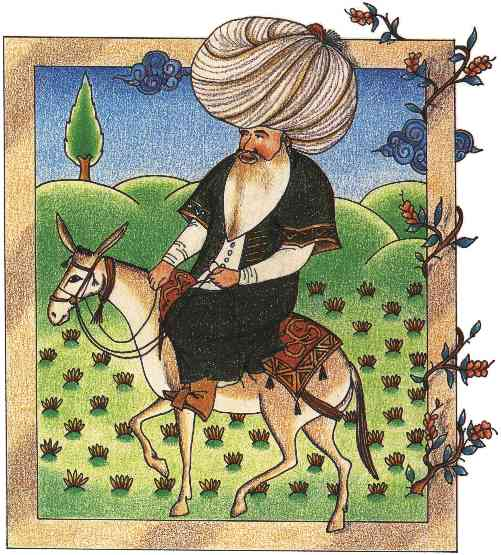
Reprezentare artistică a lui Nastratin Hogea într-o miniatură din secolul al XVII-lea, expusă în Muzeul Palatului Topkapî din Istanbul.

Nastratin Hogea este un personaj binecunoscut în întreaga lume islamică, asemănător cu eroii populari Bertoldo din lumea italiană (prezentat în Le sottilissime astutie di Bertoldo (1606) a lui Giulio Cesare Croce) și cu Till Eulenspiegel din lumea germană (popularizat în La Légende et les Aventures héroïques, joyeuses et glorieuses d'Ulenspiegel et de Lamme Goedzak au pays de Flandres et ailleurs (1867) a Charles De Coster), care s-a făcut remarcat prin folosirea înțelepciunii, agerimii și umorului pentru a scoate în evidență prostia și răutatea omenească. Personajul a devenit, potrivit criticului și istoricului literar român Alexandru Piru, „un simbol” care „întrupează mai ales virtuțile spirituale ale poporului său, după cum și pe cele morale”. Popoarele musulmane au scornit numeroase anecdote cu Nastratin care au devenit cunoscute apoi în întreaga lume.
Numeroase povești noi despre Nastratin Hogea, eroul vesel al popoarelor orientale, au apărut în timpul celui de-al Doilea Război Mondial în Uniunea Sovietică și au fost foarte populare în acei ani grei. Personajul curajos și inteligent care-i punea în încurcătură pe emiri, nobili și negustori a ajuns în unele povestiri chiar la Berlin, unde i-a învins prin ingeniozitatea sa pe Hitler și pe alți lideri fasciști precum Goebbels. Ziarele sovietice destinate militarilor din prima linie a frontului publicau adesea în acei ani glume antifasciste cu Nastratin pentru a ridica moralul combatanților.
În acei ani, scriitorul rus Leonid Soloviov (1906–1962) a scris romanul Minunata istorie a lui Nastratin Hogea (în rusă Возмутитель спокойствия, transliterat: Vozmutitel spokoistviia, 1940; cu sensul literal de „Tulburătorul ordinei”), care era inspirat din poveștile populare orientale despre Nastratin Hogea. Soloviov a combinat anecdotele populare cu privire la farsele și glumele săvârșite de Nastratin Hogea cu o poveste originală de dragoste a personajului cu o frumoasă uzbecă și a adăugat o doză semnificativă de antifeudalism, potrivit imperativelor politice ale epocii sovietice, transformând poznașul și ingeniosul personaj într-un „luptător împotriva tiraniei”. Personajul principal al filmului ajunge în acest roman în orașul medieval Buhara, capitala Emiratului Buhara în perioada 1785–1920. Potrivit lui Al. Piru, accentul scriitorului rus „nu cade pe humorul propriu zis, deși hazul nu e niciodată ocolit. Hogea Nastratin e întâiu de toate un «turburător al ordinei», adică un revoluționar. Prin năzdrăveniile lui, el nu stârnește numai râsul, ci și meditația. Toate acțiunile sale curajoase și ingenioase, sunt puse în serviciul poporului asuprit și umilit.”. La fel ca într-un basm, romanul lui Soloviov are personaje care întruchipează binele (Nastratin, olarul Niyaz, fierul Iusup) și răul (emirul din Buhara, vizirul Bahtiyar, căpetenia gărzii Arslanbek, cămătarul Djafar) și se sfârșește cu triumful binelui: răpirea din haremul emirului a frumoasei Ghiuldjan și moartea cămătarului Djafar, ca urmare a propriei sale lăcomii. Scriitorul rus prezintă cu ironie și sarcasm moravurile medievale din Buhara și creează o frescă locală pitorească și vie.

### Realizatorul principal
Protazanov poate fi numit «omul pentru toate anotimpurile» al cinematografiei rusești; a trecut prin numeroase furtuni politice, menținându-și în același timp simțul ascuțit pentru gustul publicului larg și capacitatea de a satisface nevoile culturale în schimbare.
Folosind acest roman ca sursă principală de inspirație, scriitorii Leonid Soloviov și Viktor Vitkovici au scris un scenariu cinematografic care a adaptat aventurile lui Nastratin Hogea la Buhara pentru un film artistic. Ecranizarea sovietică, care a fost produsă de Studioul Cinematografic din Tașkent (devenit ulterior Uzbekfilm) și a fost regizată de cineastul rus Iakov Protazanov (1881–1945), a devenit astfel primul film care-l avea ca personaj pe Nastratin (Nasreddin).
Protazanov era unul din părinții fondatori ai cinematografiei ruse și avea o experiență bogată în realizarea filmelor. El absolvise studii comerciale și își începuse cariera cinematografică în primul deceniu al secolului al XX-lea, când fusese angajat la o casă de filme străină. A lucrat inițial ca translator, contabil și interpret de roluri episodice în cadrul companiei cinematografice Gloria și în acest timp a învățat meseria de cineast, scriind scenarii și participând ca asistent de regie la realizarea filmelor. Rusia nu avea în acea vreme o cinematografie propriu-zisă, ceea ce l-a făcut ulterior pe poetul și dramaturgul Vladimir Maiakovski să afirme că „cinematograful încă nu exista, dar Protazanov exista”. Protazanov a debutat ca regizor cu filmul Fântâna din Bahcisarai (1909) și, după un scurt stagiu la producătorii de film Paul Thiemann și Friedrich Reinhardt, a realizat primul său film independent, Cântecul ocnașului (1911), după un scenariu propriu, și apoi a devenit celebru cu filmul Plecarea marelui bătrân (1912), care prezenta ultimele zile ale scriitorului Lev Tolstoi. A realizat în perioada presovietică circa 80 de filme (majoritatea pierdute), inspirate îndeosebi din literatura rusă clasică – Război și pace (1915), Nikolai Stavroghin (1915), Dama de pică (1916) și Părintele Serghei (1918) –, în care a folosit unele inovații cinematografice ale timpului (prim-planul, expunerea dublă, flashback-ul, secvențele onirice, montajul paralel), devenind „o figură de prima mărime a cinematografiei rusești”.
După încheierea Războiului Civil Rus (1923), cineastul a acceptat să colaboreze cu regimul sovietic și a realizat filme celebre ca Aelita (1924), Croitorul din Torjok (1925), Al 41-lea (1927), Fără zestre (1936) și Salavat Iulaev (1941), fiind considerat de Serghei Eisenstein un „maestru al generației vîrstnice, atașat cu trup și suflet de cinematograful revoluției”. A devenit cunoscut ca realizator al unor producții istorice cu buget mare și era considerat „pragmatic, eficient și discret” (calități rare pentru cineaștii sovietici ai vremii sale), fiind asemănat cu D. W. Griffith. Ca urmare a realizărilor sale cinematografice, a fost distins cu titlurile de artist emerit al RSFS Ruse în 1935 și artist emerit al RSS Uzbece în 1943. Profesorul american Peter Rollberg a scris că „regizorul a acceptat cu ușurință compromisuri politice înainte și după Revoluția Bolșevică și nu a dovedit o viziune asupra lumii independentă sau măcar minimal consistentă. Cu toate acestea, Protazanov a avut un respect profund pentru spectator și, în cele mai bune filme ale sale, a adus strălucirea formală într-un echilibru perfect cu aspectele comerciale. Nici elitist, nici avangardist, Protazanov a conturat mainstream-ul de calitate al cinematografiei rusești și a devenit reprezentantul său până la moarte. Mai mult, intenționat sau neintenționat, el a susținut primatul literaturii clasice ruse în cadrul artelor, neutralizând încercările de emancipare ale cinematografiei și susținând eficient tendințele antiavangardiste din anii 1930.”.

### Pregătiri

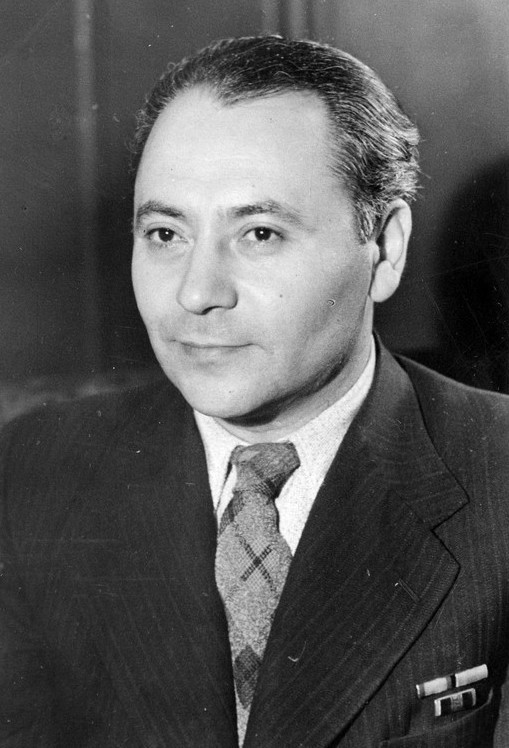
Actorul rus Lev Sverdlin (1901–1969). Imagine din 1947.

Invazia germană îi forțase pe mulți cineaști sovietici să se refugieze în provinciile estice ale URSS-ului, unde au continuat să lucreze potrivit planurilor de producție aprobate de autorități. În urma unei hotărâri a comandantului suprem al Armatei Sovietice, toți artiștii fuseseră scoși din unitățile aflate pe front și încorporați în unități artistice de propagandă. În octombrie 1941, ca urmare a apropierii Armatei Germane de Moscova, studiourile cinematografice rusești au fost evacuate, iar artiștii cinematografici au fost trimiși în Asia Centrală și repartizați la studiourile de film din Tașkent, Alma Ata și Așgabat.
Cineastul rus Iakov Protazanov a fost evacuat, împreună cu alți angajați ai companiilor Mosfilm și Lenfilm, în Uzbekistan și repartizat la studioul cinematografic din Tașkent. În ciuda faptului că a suferit un atac de cord pe drumul spre Tașkent, el a reușit să se recupereze și să revină curând la lucru. Protazonov a încercat, alături de ajutorul său uzbec, regizorul secund Nabi Ganiev (Nabi Gʻaniyev; 1904–1953), să aducă pe ecran unele din comorile folclorului național al popoarelor turcice din Uniunea Sovietică. Scenaristul Leonid Soloviov a sosit în iarna anului 1942 la Tașkent pentru a superviza filmările. Director de producție a fost G. Denison. Rolurile principale au fost interpretate de actorii Lev Sverdlin⁠(d), Konstantin Mihailov⁠(d), Emmanuil Gheller, Vasili Zaicikov și M. Mirzakarimova.
Lev Sverdlin (1901–1969), interpretul rolului principal, își începuse cariera artistică în vremea Revoluției Sovietice, se alăturase unor trupe teatrale, care străbăteau teritoriul Uniunii Sovietice și susțineau reprezentații în cele mai îndepărtate așezări omenești, și se remarcase încă de la începutul carierei printr-„o sensibilitate vibrantă și o pasiune pentru valorificarea mimică”, dobândind astfel un stil unitar solid, cu care s-a impus publicului sovietic. Calitățile sale artistice l-au adus în atenția regizorilor de film, care l-au distribuit în unele roluri secundare și i-au oferit ocazia, prin intermediul machiajului, să exerseze o gamă bogată a expresivității faciale și să devină un maestru al „transformismului” asemănător cu Lon Chaney, „omul cu 1000 de fețe”. Sverdlin obișnuia să-și studieze rolurile cu o atenție deosebită, încercând luni de zile să cunoască mediul social în care se desfășura acțiunea și să-și însușească obiceiurile și limbajul personajelor pe care urma să le interpreteze și devenind un interpret ideal al personajelor secundare. Interpretările sale cinematografice au rămas întipărite în memoria spectatorilor, remarcându-se îndeosebi cele ale unor personaje exotice precum liderul comunist mongol Damdin Sükhbaatar (Suhe Bator), eroul Revoluției Populare Mongole din coproducția sovieto-mongolă El se numea Suhe Bator (1942). Sverdlin, care a devenit actor la Teatrul „Vladimir Maiakovski” din Moscova în 1943, a jucat ulterior roluri în filme precum Colț Alb (1946), Departe de Moscova (1950), Oleko Dundici (1958) și Două vieți (1961), dovedindu-și talentul și „posibilitățile de transformist” și fiind distins cu titlul de artist al poporului din URSS. Jurnalistul român Boris Buzilă, care l-a intervievat în anul 1961 cu ocazia unui turneu extern al Teatrului „Vladimir Maiakovski”, îl descria ca un om „de o molipsitoare bună dispoziție, pornit pe glume, energic, vioi, cu alură de sportiv trăindu-și parcă vechile îndeletniciri... de pe ecran”.

### Filmări
Filmările au avut loc în iarna geroasă a anilor 1942/1943, în vremea grea a războiului. S-a filmat pe peliculă alb-negru în mai multe locuri exotice din Uzbekistan. Scenele interioare au fost filmate la Tașkent, în timp ce scenele exterioare au fost filmate pe străzile vechi, precum și în piețele și bazarele orașelor Buhara și Samarkand. Iarna anilor 1942/1943 a fost neobișnuit de geroasă în Uzbekistan, iar în pavilioanele reci ale studioului din Tașkent a trebuit să se reproducă atmosfera unei veri sufocante. În aceste condiții Protazanov a depus mari eforturi pentru a disciplina echipa de filmare, reușind să mențină condițiile prielnice de lucru necesare filmării unei comedii.
Decorurile au fost proiectate de Varșam Eremian; porțile de intrare în orașul Buhara au fost realizate după un model în miniatură care i-a fost comandat în 1942 sculptorului Usto Kuli Djalilov (1891–1960) din Samarkand și prin ele au trebuit să treacă atât emirul, cât și întregul cortegiu al emirului. Director de imagine a fost Daniil Demuțki, fostul cameraman al cineastului ucrainean Oleksandr Dovjenko, iar muzica a fost compusă de Muhtar Așrafi (Muxtar Ashrafi) și Boris Arapov⁠(d). Durata filmului este de 80 de minute. Lungimea peliculei este de 2.399 metri.
Emirul din Buhara a fost ultimul film finalizat de Protazanov; cineastul a murit în 8 august 1945 la Moscova, în timp ce lucra la realizarea decupajului regizoral pentru o adaptare cinematografică a comediei Lupii și oile a lui Aleksandr Ostrovski.

## Recepție

### Lansare

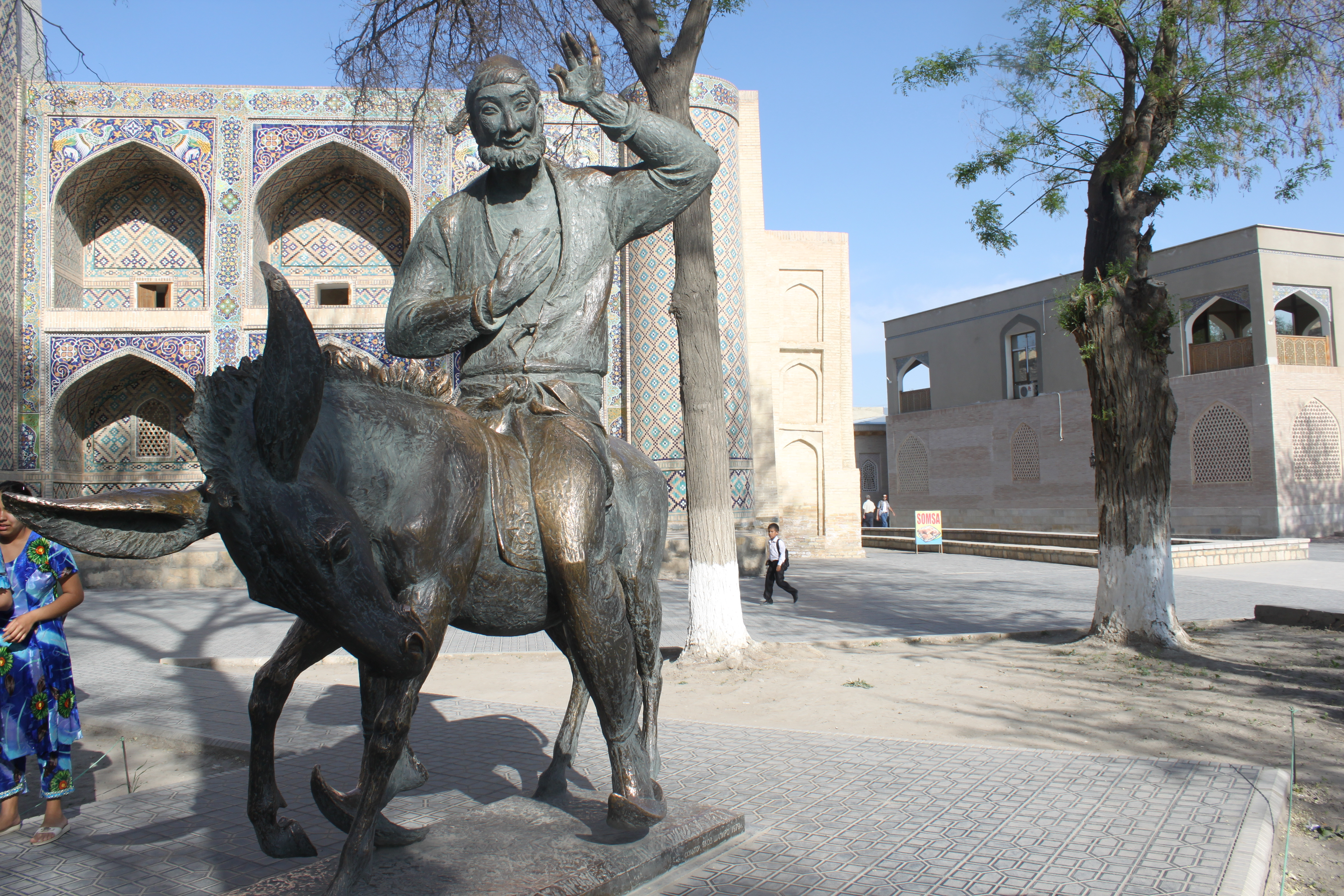
Monumentul lui Nastratin Hogea din piața Lyab-i Hauz a orașului Buhara.

Emirul din Buhara a fost lansat pe 2 august 1943 în Uniunea Sovietică și a avut parte de un mare succes comercial, devenind unul dintre cele mai populare filme sovietice ale vremurilor sale. El a fost distribuit apoi de compania Soveksportfilm în mai multe țări ale lumii printre care Statele Unite ale Americii (20 august 1944), România (28 noiembrie 1944), Mexic (18 ianuarie 1946), Finlanda (15 martie 1946), Germania (Zona de ocupație sovietică, 27 mai 1947; premieră TV pe 30 iunie 1952 la postul DFF 1) și Ungaria (3 octombrie 1947), fiind bine primit în unele țări din Blocul răsăritean precum Ungaria (unde a rulat mult timp pe ecranele cinematografelor budapestane), dar și în unele state occidentale.
Premiera filmului în România a avut loc în ziua de marți 28 noiembrie 1944 la cinematograful „Femina” din București; ecranizarea, care a fost prezentată în presa vremii drept „marele film sovietic” ce prezintă „aventurile lui Nastratin într'un cadru fastuos de 1001 nopți!” sau „un film de artă pură” și „o comedie excelentă” în care „se cântă, se râdem se iubește”, a rulat în perioada următoare în unele cinematografe bucureștene precum Femina (noiembrie–decembrie 1944), Marconi (decembrie 1944), Splendid (decembrie 1944 – ianuarie 1945), Alcazar (ianuarie 1945), Dacia (februarie–martie 1945), Ileana (martie 1945), Odeon (martie 1945), Model (martie–aprilie 1945), Fantasio (ianuarie–februarie 1946), Arpa (aprilie–mai 1946), Izbânda (august 1946), Rahova (iulie 1951), Lumina, Gh. Doja, Libertății și Popular (iunie 1952), Flacăra (iulie 1952), 1 Mai (iulie–august 1952), Moșilor (august 1952), Unirea (august 1952) ș.a., dar și în unele cinematografe din alte orașe (de exemplu, la Iași, Mangalia, Craiova, Oradea, Bacău, Sibiu, Brașov (Orașul Stalin), Huși, Slănic Moldova, Beiuș, Botoșani, Rădăuți, Hârlău, Suceava, Roman, Călărași, Piatra Neamț, Codlea și Făgăraș), inclusiv până în ianuarie 1957. Emirul din Buhara a fost difuzat în premieră de Televiziunea Română în ziua de sâmbătă 5 decembrie 1959.
Filmul a fost restaurat de Mosfilm în 1963 și lansat pe casetă VHS în anul 2000 de către companiile Мастер Тэйп (Master Tape). Ca urmare a trecerii unei perioade de 70 de ani de la moartea regizorului Iakov Protazanov, Emirul din Buhara este disponibil integral acum pe YouTube, cu replicile originale în limba rusă.

### Semnificație culturală
Succesul filmului a impulsionat realizarea unei continuări cu subiect diferit intitulate Aventurile lui Nastratin Hogea (în rusă Похождения Насреддина, transliterat: Pohojdeniia Nasreddina), care a fost filmată tot în Uzbekistan și lansată în anul 1947. Continuarea a fost regizată de Nabi Ganiev (Nabi Gʻaniyev) și i-a avut în distribuție pe actorii uzbeci Razzak Hamraev (Razzoq Hamroyev, în rolul lui Nastratin), Obid Djalilov (Obid Jalilov), Kabil Halikov (Qobil Holiqov) și Iulduz Rizaeva (Yulduz Rizayeva). Cineaștii sovietici au produs apoi mai multe filme ce-l aveau ca erou pe același Nastratin și a căror acțiune se desfășura în locuri diferite. Un al patrulea film, intitulat Cele 12 morminte ale lui Nastratin Hogea (în rusă 12 могил Ходжи Насреддина, transliterat: 12 moghil Hodji Nasreddina, 1967), a fost produs de studioul Tadjikfilm și îl are în rolul principal pe actorul azer Bașir Safaroglî (Bəșir Səfəroğlu).
Ca urmare a succesului filmului lui Protazanov, personajul Nastratin Hogea a devenit popular în întregul spațiu sovietic. Eroul musulman – care nu a vizitat probabil niciodată orașul medieval Buhara, în cazul că ar fi existat – a ajuns un simbol cultural important al orașului uzbec, contribuind într-o măsură tot mai mare la actuala identitate locală. Un monument dedicat lui Nastratin Hogea a fost înălțat ulterior în piața centrală a orașului Buhara, Lyab-i Hauz.

### Aprecieri critice
Emirul din Buhara abordează trecutul din perspectiva ideologiei marxist-leniniste asupra istoriei și lumii. Astfel, Nastratin Hogea este aici „fiul vremii sale, un reprezentant al unei epoci feudale controversate, care nu ezită să-și întoarcă propriile arme împotriva dușmanilor săi”, considera criticul uzbec Hamidulla Akbarov. Personajul luptă prin vorba sa ascuțită împotriva nedreptății și lăcomiei, respingând, de asemenea, obiceiurile dăunătoare precum jocurile de noroc pentru a descuraja obținerea de bani nemunciți. Criticii de film moderni au remarcat că discursul Emirului din Buhara este preponderent ironic, ca urmare a faptului că înțeleptul filozof popular turc Nastratin Hogea este introdus în societatea sovietică și își manifestă surpriza față de „dezvoltarea socialistă” pe care o observă.
Filmul lui Protazanov a devenit ulterior un clasic al cinematografiei sovietice. Profesorul american Peter Rollberg, specialist în literatura și cinematografia rusă și sovietică la Universitatea George Washington, a descris acest film ca „un basm cu pungași spiritual și colorat”, care merită să fie menționat printre creațiile cele mai reușite ale lui Iakov Protazanov, această opinie fiind împărtășită și de alți autori. Revista germană de știri Novastan a consemnat că filmul nu impresionează doar prin decorul istoric, ci și prin alternarea aventurilor captivante cu farsele. Criticul ziarului german Berliner Zeitung a afirmat că peripețiile lui Nastratin la Buhara „se desfășoară cu umor prietenesc și un ritm remarcabil” și și-a exprimat părerea de rău că filmul nu a fost filmat pe o peliculă color. A fost elogiată în mod deosebit interpretarea actorului Lev Sverdlin⁠(d), care, prin compoziția sa plină de vervă, a conferit farmec personajului Nastratin Hogea și despre care istoricul de film american Jay Leyda (profesor universitar la New York University) a scris următoarele: „Fără [a avea] calitățile atletice ale lui Douglas Fairbanks, Sverdlin a reușit printr-o mai mare agerime de spirit să rivalizeze cu Hoțul din Bagdad”.
Enciclopedia cinematografică germană Lexikon des internationalen Films descrie astfel acest film: „Eroul popular și Eulenspiegel-ul oriental Nasr-ed-Din ca ajutor al celor săraci și asupriți îi duce de nas pe răpitorii trimiși de emir în orașul Buhara. Episoade viclene și amuzante, cu o notă de luptă de clasă.”.